# Bright Canary
『Bright Canary』（ブライトカナリー）は、ゆいかおりの3枚目のオリジナルアルバム。2015年11月4日にキングレコードから発売された。

## リリース
ゆいかおりのアルバムとしては前作『Bunny』から約2年ぶりのリリースとなる。
販売形態はCD+BD盤（KIZC-339/340）、CD+DVD盤（KIZC-341/342）、通常盤（KICS-3299）の3種リリースで、CD+BD盤とCD+DVD盤には「カナリア」「LUCKY DUCKY!!」「Intro Situation」「NEO SIGNALIFE」「Ring Ring Rainbow!!」のPVおよびメイキングを収録したBlu-ray DiscおよびDVDが同梱されている。

## 収録内容
CD
1. 倍速∞ラブストレート
  - 作詞・作曲・編曲：服部祐希
2. Ring Ring Rainbow!!
  - 作詞：磯谷佳江・本木咲黒、作曲：小野貴光、編曲：山口朗彦（POPHOLIC）、ストリングスアレンジ：菊谷知樹（POPHOLIC）
  - テレビアニメ『城下町のダンデライオン』オープニングテーマ
3. カナリア
  - 作詞・作曲：服部祐希、編曲：河合英嗣（POPHOLIC）、ストリングスアレンジ：菊谷知樹（POPHOLIC）
4. Telephone Call
  - 作詞・作曲・編曲：山口朗彦（POPHOLIC）、歌：石原夏織
5. ライアーシープ
  - 作詞・作曲：ヨシダタクミ（phatmans after school）、編曲：中島生也、歌：小倉唯
6. New World
  - 作詞：國土佳音、作曲：小山寿、編曲：高橋浩一郎
7. LUCKY DUCKY!!
  - 作詞：moyu、作曲・編曲：田中秀和（MONACA）
  - 情報・バラエティ番組『ランク王国』2014年4月-5月度オープニングテーマ
8. オリオンからのメッセージ
  - 作詞：松井五郎、作曲：CHI-MEY、編曲：大久保友裕
  - 10thシングル「NEO SIGNALIFE」のカップリング曲。
9. Intro Situation
  - 作詞：松井五郎、作曲：俊龍、編曲：山口朗彦（POPHOLIC）、ストリングスアレンジ：大久保薫（POPHOLIC）
  - 音楽番組『ミュージックドラゴン』POWER PLAY
10. Rainy Day
  - 作詞：磯谷佳江、作曲：SigN（Rebrast）、編曲：SigN・関根佑樹（Rebrast）、ストリングスアレンジ：関根佑樹
11. NEO SIGNALIFE
  - 作詞：畑亜貴、作曲：小野貴光、編曲：大久保薫（POPHOLIC）
  - 文化放送『文化放送スポーツスクエア SET UP』エンディングテーマ
12. Billion-Carat
  - 作詞：大森祥子、作曲・編曲：TSUGE

Blu-ray（CD+BD盤のみ）・DVD（CD+DVD盤のみ）
1. カナリア（MUSIC VIDEO）
2. LUCKY DUCKY!!（MUSIC VIDEO）
3. Intro Situation（MUSIC VIDEO）
4. NEO SIGNALIFE（MUSIC VIDEO）
5. Ring Ring Rainbow!!（MUSIC VIDEO）
6. Making of Bright Canary（MAKING）

## MUSIC STAFF
| #  | Engineer                                                                                        | Studio                                                       | Sound Coordinator           |
| -- | ----------------------------------------------------------------------------------------------- | ------------------------------------------------------------ | --------------------------- |
| 01 | Mix：大西慶明（prime sound studio form） Rec：田中栄一、川本ゴン太、鎌田圭介（STUDIO SUNSHINE） | prime sound studio form STUDIO SUNSHINE                      | 朽久保敬（CoRecTive）       |
| 02 | Rec：加藤智明（MIT STUDIO）、新津智之（POPHOLIC） Mix：新津智之（POPHOLIC）                     | MIT STUDIO                                                   | 三上圭吾（POPHOLIC）        |
| 03 | Mix&Rec：唐澤千文（POPHOLIC）                                                                   | MIT STUDIO ESQUIRE                                           | 三上圭吾（POPHOLIC）        |
| 04 | Mix&Rec：唐澤千文（POPHOLIC）                                                                   | MIT STUDIO                                                   | 三上圭吾（POPHOLIC）        |
| 05 | Rec：稲垣祥一郎（GOOD-DAY） Mix：永山雄一（U1☆Dream）                                           | TAKE OFF studio U1☆ Dream Studio Ikuya Studio                | 福田MASTER研二、中島生也    |
| 06 | Rec：森真樹（agehasprings） Mix：近藤圭司（SIGN SOUND）                                         | Studio Device SIGN SOUND                                     | 小林健、梶林正伸（onetrap） |
| 07 | Rec：石井満（キング関口台スタジオ） Mix：淺野浩伸                                               | キング関口台スタジオ MONACA STUDIO Splash Sound Studio       | みすみゆり（MONACA）        |
| 08 | Rec&Mix：石垣美隆                                                                               | studioFine STUDIO SOUND DALI BURNISH STONE RECORDING STUDIOS | 相馬一博（匠）              |
| 09 | Rec：石井満（キング関口台スタジオ） Mix：新津智之（POPHOLIC）                                   | キング関口台スタジオ MIT STUDIO                              | 三上圭吾（POPHOLIC）        |
| 10 | Rec：岩田直樹、中林純也（aLIVE Recording Studio） Mix：Kensuke Maeda（Richum）                  | studio Walk                                                  | 早川博隆（Rebrast）         |
| 11 | Rec&Mix：新津智之（POPHOLIC）                                                                   | MIT STUDIO                                                   | 三上圭吾（POPHOLIC）        |
| 12 | Rec&Mix：近藤圭司（SIGN SOUND）                                                                 | MIT STUDIO、SIGN SOUND                                       | 井本光紀（SIGN SOUND）      |

- Mastering Engineer：川崎洋（FLAIR MASTERING WORKS）

## チャート
| チャート（2013年） | 最高位 |
| ------------------ | ------ |
| オリコン           | 7      |